# Светски дан среће
Светски дан среће се прославља сваког 20. марта, прогласиле су Уједињене нације, а иницијатор овог предлога била је Краљевине Бутан 2011. године.

## Историјат
Предлог да се Светски дан среће прославља сваког 20. марта је прихваћен једногласно – све 193 земље чланице су гласале за и донеле резолуцију 66-281. Циљ је да се повећа свест о важности потраге за срећом и добробити светског становништва, с обзиром да је потрага за срећом основни људски циљ. Резолуција препоручује правилан и уравнотежен привредни раст који се темељи на одрживом развоју, искорењавању сиромаштва и подстицању среће и благостања свих народа. Баш зато се позивају све земље чланице и друге међународне и локалне организације да се удруже у промовисању наведених циљева и да кроз своје деловање упућују и образују јавност ради подизања свести о важности среће, односно обележавања Светског дана среће. Идеја о Светски дану среће дошла је од УН-ових представника Краљевине Бутан. Тамо су, у подножју Хималаја, која је својеврсна колевка многих квалитетних глобалних духовних покрета, седамдесетих година прошлог века увели нову меру националног благостања која се није мерила у материјалним богатствима, већ у осећају среће у народу, позната као бруто национална срећа.